# Лабораторен статив
Лабораторният статив е поставка за различни лабораторни приспособления, направен от дърво, метал, стъкло и др.
Лабораторните стативи биват:
- За облодънни колби
- За епруветки
- За охладители
- За фунии
- За поставка на различни стъкларии и награвянето им
- За цилиндри
- За бюрети

и др.